# Иецава (станция)
Ие́цава (латыш. Iecava) — железнодорожная станция в Иецавском крае Латвии, на линии Елгава — Крустпилс. Станция расположена в 4 км к северу от города Иецава. Возле самой станции имеется населённый пункт, который называется Станция Иецава (латыш. Iecavas stacija).

## История
Станция Гросс-Эккау открыта в 1904 году при сдаче в эксплуатацию Московско-Виндавской железной дороги. В советское время проложены несколько подъездных путей к станции, в том числе и для нужд армии. Пассажирское здание сохранилось в первоначальном виде (2009 год). В 2006 году на месте переезда, неподалёку от станции сооружён железнодорожный мост над автострадой A7 . Во время строительства линия Елгава — Крустпилс была закрыта в течение 5 дней.